# Estigmene klagesii
Estigmene klagesii là một loài bướm đêm thuộc phân họ Arctiinae, họ Erebidae.